# Рудановский, Александр Павлович
Александр Павлович Рудановский (1863—1931) — русский теоретик бухгалтерского учёта, научный автор теорий бухгалтерского учёта, главный бухгалтер Московской городской управы (1897—1917), преподаватель Московского коммерческого института.

## Биография
Родился в 1863 году в Харькове, в семье безземельного украинского шляхтича (дворянина). Его отец принимал участие в Крымской войне 1853—1856 годов, дослужился до звания штабс-капитана, в мирное время занимался управлением имениями зажиточных людей.
После окончания гимназии учился на физико-математическом факультете Харьковского университета. Получив высшее образование, защитил магистерскую диссертацию по математике и некоторое время работал учителем гимназии. Затем перешёл на бухгалтерскую должность в Управление железных дорог, где сделал выдающуюся карьеру. В 1897 году был назначен главным бухгалтером Московской городской управы. В 1912 году начал совмещать работу в Московской городской управе с преподавательской деятельностью в Московском коммерческом институте, где читал курсы по счетоводству. С начала XX века принадлежал к партии эсеров, входил в боевую дружину.
В феврале 1917 года был вынужден оставить работу в Московской городской управе. Затем, в период с 1918 по 1931 год работал и подрабатывал главным бухгалтером в различных государственных учреждениях, среди которых: Центротекстиль, Наркомпрос, Высшсовнархоз, Наркомпуть, Иваново-Вознесенский Губисполком. Эту работу Александр Павлович совмещал с активной литературной деятельностью. В частности, в 1923—1926 годах он — соредактор журнала «Вестник счетоводства», в 1928—1930 годах — главный редактор журнала «Вестник Института Государственных Бухгалтеров-экспертов (И.Г.Б.Э.)».
Саму Октябрьскую революцию Рудановский в целом приветствовал, но конкретно методы хозяйственного руководства, которые сложились в эпоху военного коммунизма, им критиковались: с его точки зрения, подлинный учёт возродился только при НЭПе.
В период «Большой дискуссии» А. П. Рудановского нередко обвиняли в том, что он пропагандирует антимарксистские идеи, направленные против интересов рабочего класса, строящего коммунизм. Но основным вредителем признавали ученика Рудановского — А. М. Галагана, над которым был организован специальный показательный общественный суд. Сам же Рудановский неожиданно умер в 1931 году и был похоронен на кладбище Донского монастыря.

## Основные научные достижения
Александр Павлович Рудановский является создателем принципиально нового учения о предмете и методе бухгалтерского учёта. Свою методологию он определил как средство исследования объектов, подлежащих бухгалтерскому учёту, выделяя следующие основные элементы:
- Регистрация — запись информации об объекте учёта.
- Систематизация — порядок построения счетов бухгалтерского учёта, при этом план счетов необходимо рассматривать в качестве плана баланса, а балансовую группировку необходимо осуществлять в основе классификации счетов.
- Координация — обязательный учёт операций на счетах при помощи двойной записи (по дебету и кредиту).
- Оценка — определение результата оценки балансовых статей, который может быть только результатом инвентаризационной проверки. Рудановский был против переоценки имущества, даже во время инфляции.

Рудановский выделил три группы счетов:
- счета актива — счета для учёта материальных активов (оборудование, материалы, деньги, ценные бумаги и т. д.);
- счета пассива — счета учёта контрагентов организации — кредиторов и дебиторов;
- счета бюджета — счета доходов и расходов.

Кроме того, Рудановский изобрёл нормированный баланс, с выделением дополнительных (условных) счетов, имеющих исключительно учётное значение, который предполагал:
- фондирование — распределение собственных средств актива в соответствии с нормами, указанными на пассивных счетах;
- резервирование — уточнение оценки (износ, естественная убыль);
- бюджетирование — начисление новых оценок, которые создаются в процессе оборота.

Основные заслуги Рудановского как теоретика бухгалтерского учёта можно сформулировать следующим образом:
- ввел новое понятие фонд, вместо термина капитал;
- разработал порядок учёта на счетах реализации;
- доказал необходимость прямого сведения балансов;
- содействовал распространению накопительных ведомостей;
- установил подчиненность бухгалтера в методологических вопросах только вышестоящему главному бухгалтеру.

А. П. Рудановский является автором (создателем) самого термина «себестоимость».